# 道の駅清流の里しろとり
道の駅清流の里しろとり（みちのえきせいりゅうのさとしろとり）は、岐阜県郡上市白鳥町向小駄良（むかいこだら）にある国道156号・国道158号の道の駅である。

## 概要
1987年（昭和62年）10月27日に「白鳥町地域特産物振興センター」として開業。2016年（平成28年）8月10日に「道の駅清流の里しろとり」としてリニューアルして開駅した。
郡上市では8か所目の道の駅で、当駅の開駅により同じ岐阜県の高山市と千葉県南房総市と並び全国の自治体で最多タイとなった（2023年時点）。

## 施設
- 駐車場[2]
  - 普通車：72台[7]
  - 大型車：6台[7]
  - 身障者用：3台[7]
- トイレ[2]
  - 男性：（小）7器、（大）4器
  - 女性：8器
  - 身障者用：1器
- 白鳥地域特産物振興センター[2]
  - お土産品・特産品販売所（1階・9:00 - 17:30、冬季は変動あり）
  - みのばんば 清流の里店（1階・スイーツ）
  - 山の中のさんぷる屋（2階）
- 白鳥農畜産物処理加工施設[2]
  - 手打ちそば 源助さん
- 白鳥ふれあいの館[2]
  - 観光案内所（白鳥観光協会）
- 木遊館（8:30 - 17:30、冬季は変動あり）[2][7]

## 定休日
- 毎週火曜日（祝日の場合は翌日）[7]
- 年末年始[7]

## アクセス
- 国道156号・国道158号 - 登録路線[3]
- E41 東海北陸自動車道 白鳥ICより約5分。

## 周辺
- 長良川